# Demerthin
Demerthin ist ein Ortsteil der Gemeinde Gumtow im Landkreis Prignitz in Brandenburg.

## Geographie
Das in weiten Teilen erhaltene Rundangerdorf liegt 3 Kilometer östlich von Gumtow und 31 Kilometer südöstlich von Perleberg. Es ist von der gleichnamigen Gemarkung umgeben. Diese ist durch eine offene Agrarlandschaft geprägt und durch vereinzelte Waldstücke unterbrochen.
Die Nachbarorte sind im Uhrzeigersinn Brüsenhagen-Berg und Vehlow im Norden, Minnashöh, Bahnhof Wutike und Steinberg im Nordosten, Gantikow und Mechow im Osten, Rehfeld im Südosten, Berlitt im Süden, Granzow und Spielhagen im Südwesten, Gumtow im Westen, sowie Heinzhof und Abbau im Nordwesten.

## Geschichte

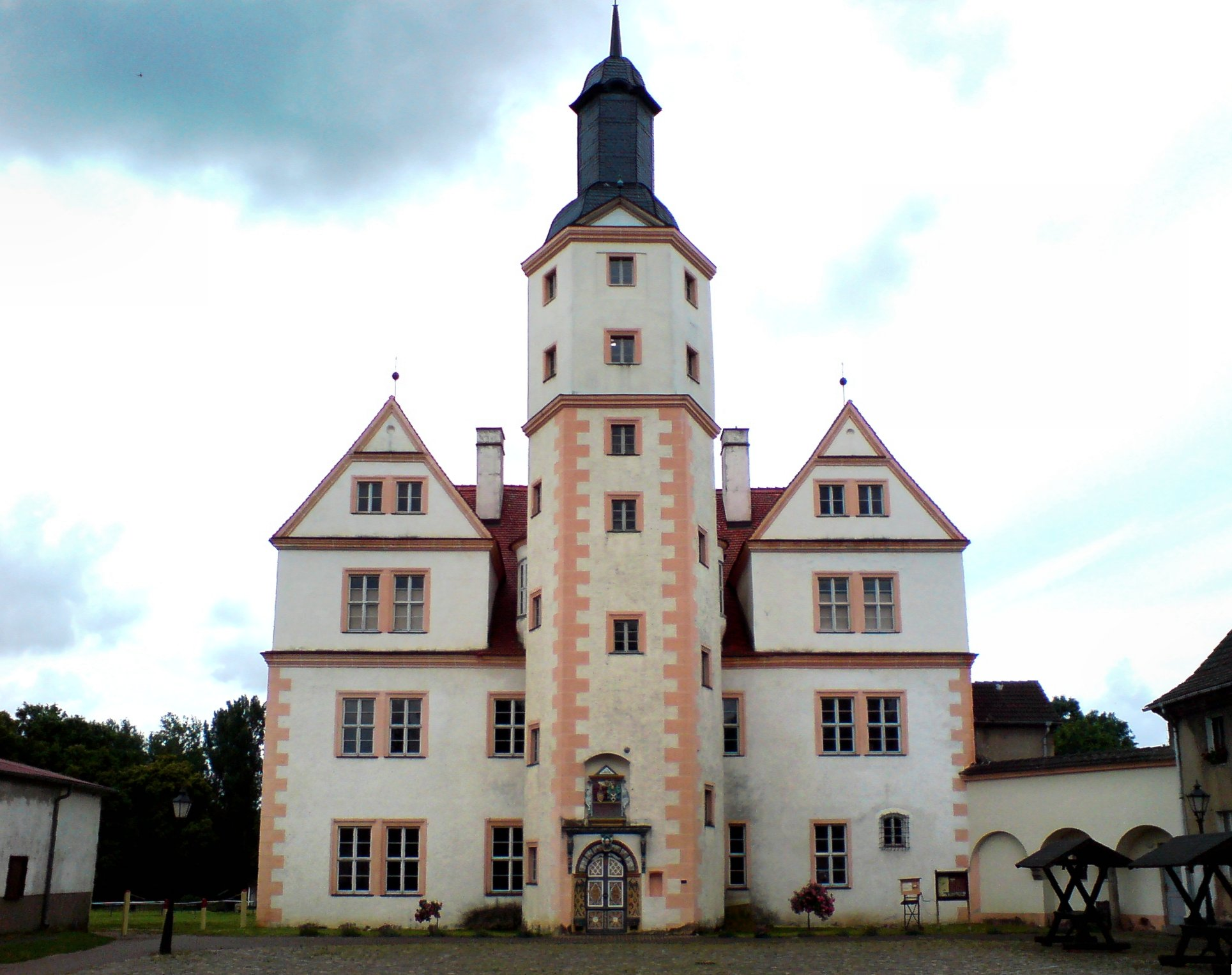
Schloss Demerthin

Demerthin war ursprünglich ein slawisches Rundlingsdorf, dessen Siedlungsgestalt durch die Fernstraße fast unkenntlich wurde. Das Rittergut gehörte u. a. der Familie von Platen. Von 1468 bis 1945 befand es sich dann im Besitz der märkischen Adelsfamilie von Klitzing, die 1604 das bis heute kaum veränderte Schloss Demerthin erbaute. Die Gutsherren übten auch das Recht als Kirchenpatron aus. Und so stiftete die Bauherrin des Schlosses Katharina von Klitzing, geborene von Oppen, Witwe des Andreas von Klitzing, in ihrem Testament im Jahre 1600 eintausend T(h)aler für ein Stipendium der studierenden Predigersöhne mehrerer Ort, ebenso für Demerthin. Wilhelm von Klitzing (1754–1811), verheiratet mit Wilhelmine von Nimschefsky, besaß neben Demerthin noch acht weitere Güter in der Prignitz. Er war zudem Ritterschaftsdirektor und stiftete zur Absicherung seiner Erben einen Geld-Fideikommiss, von dem der älteste Sohn Hans Gut Gresse in Mecklenburg hinzu erwarb. Demerthin übernahm der Ritterschaftsrat Ludwig von Klitzing (1786–1857), der mit Agnes  Bennecke liiert war. Ende des 19. Jahrhunderts umfasste das Rittergut Demerthin eine Größe von 638 ha Land. Zum Besitz gehörte eine Brennerei. Im Jahr 1886 gründete sich in Demerthin eine Familienstiftung mit der Namensform des von Klitzing-Familien-Verein, als Sitzungsort wurde allerdings Berlin festgelegt. Die letzten Gutsbesitzer der Familie waren nach den Genealogischen Handbüchern des Adels der preußische Regierungsreferendar Werner von Klitzing (1857–1901) als Fideikommissherr, respektive seine zweite Frau Adda von Klitzing, geborene von Rohr-Dannenwalde (1876–1956). Die Witwe lebte nach der Bodenreform im Stift des Klosters Marienfließ.
Zum 30. Juni 2002 schloss sich Demerthin mit 15 anderen Gemeinden zur Gemeinde Gumtow zusammen. Demmerthin hatte damals 457 Einwohner.

## Sehenswürdigkeiten
- Dorfkirche Demerthin aus dem späten 15. Jahrhundert mit spätgotischen Wandmalereien und einem Kanzelaltar (um 1700)
- Schloss Demerthin, dreigeschossiges Renaissanceschloss auf fast quadratischem Grundriss mit hohem sechseckigen Treppenturm (1604); im Erdgeschoss zwei spätgotische Räume mit Sterngewölbe von einem Vorläuferbau

## In Demerthin geboren
- Leberecht von Klitzing (1822–1899), Rittergutsbesitzer und Mitglied des Deutschen Reichstages